# Laaer Berg
Laaer Berg i hverdagssprog også kaldet Monte Laa er en bakke beliggende i den sydlige udkant af Wien i 10. bezirk, Favoriten. På sit højeste punkt er det 251 m højt. 

## Geografi
Bjerget går i vest over i det noget lavere Wienerberg. Ved denne overgang og på Laaer Berg selv finder man delvise bebyggelser og beboelsesanlæg. Den sydlige skråning af bjerget dækkes det stort set af rekreationsparken Laaer Berg, også kaldet Kurpark Oberlaa, der kom frem i forbindelse med Wiener Internationalen Gartenschau (WIG) i 1974. Ved den sydlige fod af bjerget ligger de to byer Oberlaa og Unterlaa, efter hvilke bjerget er opkaldt. Floden Liesing der ligger i syd skaber bjerget naturlige afslutning. Østskråningen af bjerget bliver benyttet til vinavl. Den nordlige del af bjerget er præget af det beskyttede landområde Laaer Wald. På nordsiden, der grænser op mod det tætbebyggede byområde, er flere Erhvers- og beboelsesanlæg blevet bygget siden 2006 i forbindelse med et bybebyggelsesprojekt kaldet Monte Laa.
Laaer Berg bliver besøgt af mange wienere takket være sine mange rekreationsområder. Besøgene centreres blandt andet om de mange Heuriger i Oberlaa og Unterlaa, kurbade i Kurpark Oberlaa såvel som den lille forlystelsespark Böhmischer Prater i udkanten af Laaer Wald. 
48°9′37″N 16°23′38″Ø / 48.16028°N 16.39389°Ø